# Judi West
Judi West (* 15. Dezember 1942) ist eine US-amerikanische Schauspielerin.

## Leben
West begann ihre Karriere mit kleinen Rollen am Broadway, wo sie zwischen 1962 und 1964 in den Musicals A Family Affair und She Loves Me auftrat. Im darauf folgenden Jahr hatte sie ihr Fernsehdebüt in der Krimiserie Solo für O.N.C.E.L. In der Folge Sicher ist sicher spielt sie eine junge Schauspielerin, die von einer Karriere am Broadway träumt. Im selben Jahr war sie in zwei Folgen der Serie The Trials of O’Brien an der Seite von Peter Falk zu sehen.
Der Höhepunkt ihrer Schauspielkarriere war ihre Rolle als Exfrau von Jack Lemmon in der Billy Wilder-Filmkomödie Der Glückspilz, in der Lemmon erstmals gemeinsam mit Walter Matthau vor der Kamera stand. Es gelang ihr in der Folge allerdings nicht, als Filmschauspielerin in Hollywood Fuß zu fassen. Es folgten weitere Episodenrollen in weniger populären Serien wie Das Geheimnis der blauen Krone und Heiße Spuren. 1967 spielte sie an der Seite von Richard Harrison die weibliche Hauptrolle im italienischen Superheldenfilm La donna, il sesso e il superuomo. Ihre letzte Filmrolle hatte sie 1968 im B-Movie-Western Sein Name war Gannon mit Anthony Franciosa in der Titelrolle, einer Neuverfilmung von Mit stahlharter Faust.
1971 heiratete sie den Schauspieler John Rubinstein, wodurch sie die Schwiegertochter von Artur Rubinstein wurde. Aus der Ehe gingen zwei Kinder hervor, darunter der Schauspieler Michael Weston. Nach der Heirat und der Geburt ihrer Kinder war sie für mehrere Jahre nicht mehr als Schauspielerin tätig. Sie kehrte noch einmal kurz in einer Doppelfolge von Love Boat sowie in einer Nebenrolle im Fernsehfilm Dreams don’t Lie in das Showgeschäft zurück.
1989 wurde ihre Ehe mit John Rubinstein geschieden. West ist die Schwiegermutter der Sängerin Priscilla Ahn, die mit ihrem Sohn Michael Weston verheiratet ist.

## Filmografie (Auswahl)

### Fernsehen
- 1965: Solo für O.N.C.E.L. (The Man from U.N.C.L.E.)
- 1967: Das Geheimnis der blauen Krone (Coronet Blue)
- 1967: Heiße Spuren (N.Y.P.D.)
- 1971: Rauchende Colts (TV Series)
- 1979: Love Boat (The Love Boat)

### Film
- 1966: Der Glückspilz (The Fortune Cookie)
- 1967: La donna, il sesso e il superuomo
- 1968: Sein Name war Gannon (A Man Called Gannon)

## Broadway
- 1962: A Family Affair
- 1963–1964: She Loves Me